# Apol·loni de Cítion
Apol·loni Citiensis (en llatí Apollonius Citiensis, en grec antic Άπολλώνιος ό Κιτιεύς) era un metge nascut a Citium a Xipre.
Va ser el comentarista més antic dels coneguts de les obres d'Hipòcrates, comentaris que encara existeixen. Va estudiar medicina a Alexandria amb el metge Zòpir, i probablement va exercir en aquesta mateixa ciutat al segle i aC.